# Villa des Morelles
La villa des Morelles est une villa située à Broût-Vernet, en France.

## Localisation
La villa est située sur la commune de Broût-Vernet, dans le département français de l'Allier.

## Historique
Des enfants y ont été accueillis pendant la guerre entre 1940 et 1944, époque où elle était connue sous le nom de Maison d'enfants de Broût-Vernet.
L'édifice est inscrit au titre des monuments historiques en 1990.